# V410 Близнецов
V410 Близнецов (лат. V410 Geminorum), HD 265879 — двойная затменная переменная звезда типа Алголя (EA) в созвездии Близнецов на расстоянии приблизительно 3654 световых лет (около 1120 парсек) от Солнца. Видимая звёздная величина звезды — от +11,2m до +10,77m. Орбитальный период — около 3,4704 суток.

## Характеристики
Первый компонент — белая звезда спектрального класса A5, или A6IV. Эффективная температура — около 8309 К.